# Cesare Correnti
Cesare Correnti, född 3 januari 1815 i Milano, död 4 oktober 1888 i Meina, var en italiensk skriftställare och politiker.
Correnti verkade såsom utgivare av tidningen Presagio samt tidskrifterna Rivista europea (1833–1844) och Vesta verde (från 1847) samt en mängd broschyrer för den italienska enhetssaken. Mot den österrikiska förvaltningen i Norditalien riktade han 1845 stridsskriften Austria e Lombardia. 
Under revolutionen 1848 var han sekreterare hos den provisoriska regeringen i Milano, flydde sedan undan österrikarnas hämnd till Piemonte, invaldes där i parlamentet och anslöt sig 1855 till Camillo di Cavours parti. År 1859 återvände han till Milano, blev 1860 medlem av italienska "statsrådet", var februari–oktober 1867 undervisningsminister i Bettino Ricasolis ministär och innehade december 1869–maj 1872 samma post i kabinettet Giovanni Lanza. Hans avgång föranleddes av kabinettets vägran att understödja hans planer på all religionsundervisnings avskaffande på skolans mellanstadium. Han blev 1886 senator. 
Correnti var Italienska geografiska sällskapets ordförande och förste president i Istituto storico italiano. Hans valda skrifter utgavs 1891–1894 i fyra band av Tullo Massarani, som 1890 skrivit biografin Cesare Correnti nella vita e nelle opere.